# 亞歷西斯·德克薩斯
亞歷克西·得克薩斯（1985年5月25日—），是一名美國色情女演員。2007年，只有21歲的她便已經開始在色情業界打滾，她以其巨大的臀部而為人所知。

## 生平
得克薩斯出生在巴拿馬的軍事基地，但在德克薩斯州城市聖安東尼奧長大。她有波多黎各、德國和挪威血統。
2006年10月，得克薩斯首次亮相是在沙恩的世界的影片，其後在佛羅里達州為Bang Bros上演了雙人場景。2007年3月，她其後前往洛杉磯正式開拍色情片，該片由成人女演員貝拉多娜執導並在2008年2月上映。
得克薩斯在優雅天使製作的《亞歷克西·得克薩斯是屁股女郎》中首次亮相肛門。
2009年，得克薩斯創立了亞歷克西·得克薩斯娛樂（Alexis Texas Entertainment），附屬於斯塔利特娛樂集團（Starlet Entertainment Group）。通過斯塔利特娛樂集團，她成立自己的官方會員制網站。她曾為不少公司拍片，其中包括現實國王（Reality Kings）、Muffia、Bang Bros、Brazzers、邪惡影像和優雅天使。2009年4月，她成為《創世紀》和Hustler於2009年6月的35週年紀念刊的封面女郎。

## 獎項
2008年 - 夜遊成人娛樂獎（Night Moves Adult Entertainment Award）
- 支持者票選最佳新晉女演員[12]

2008年 - 帝國獎（Empire Award）
- 最佳性愛DVD –《亞歷克西·得克薩斯是屁股女郎》[13]

2009年 - 成人影帶新聞獎
- 最佳性愛電影 –《亞歷克西·得克薩斯是屁股女郎》[14]

2009年 - CAVR獎 
- 年度最佳演員[15]

2009年 - 成人電影評論家組織獎 (XRCO Award)
- 最佳貢扎電影 –《亞歷克西·得克薩斯是屁股女郎》[16]

2010年 - 成人影帶新聞獎
- 最佳全女性群交場景[17]

2010年 - 成人媒體娛樂粉絲獎 (F.A.M.E. Award)
- 最受喜愛臀部[18]

2011年 - 成人影帶新聞獎
- 最佳全女群交場景
- 最佳群爱場景
- 最佳挑逗表演

2013年 - 成人產業獎 (XBIZ Award) 
- 年度表演者網站

2014年 - 成人影帶新聞獎
- 最火辣臀部[19]

## 外部連結
- （英文）官方網站
- Alexis Texas的X（前Twitter）